# Цейония Фабия
Цейония Фабия (на латински: Ceionia Fabia) e римска аристократка от Нерво-Антониновата династия през 2 век.
Тя е първородената дъщеря на император Луций Елий (упр. 136 – 138) и Авидия Плавция. Сестра е на Луций Вер (упр.161 – 169), Гай Авидий Цейоний Комод и Цейония Плавция.
Омъжва се за Плавций Квинтил (консул 159 г.) и му ражда Марк Педуцей Плавций Квинтил, който е осиновен от Марк Педуцей Стлога Присцин, става консул 177 г. и се жени за Ания Аврелия Фадила, дъщеря на император Марк Аврелий.